# Drogomin
Drogomin (prononciation : [drɔˈɡɔmin]) est un village polonais de la gmina de Sulęcin dans le powiat de Sulęcin de la voïvodie de Lubusz dans l'ouest de la Pologne.
Il se situe à environ 8 kilomètres à l'ouest de Sulęcin (siège de la gmina et de le powiat), 34 kilomètres au sud-ouest de Gorzów Wielkopolski (capitale de la voïvodie) et 68 kilomètres au nord-ouest de Zielona Góra (siège de la diétine régionale).
Le village comptait approximativement une population de 116 habitants en 2009.

## Histoire
Le nom allemand du village est Heinersdorf.
Après la Seconde Guerre mondiale, avec la mise en œuvre de la ligne Oder-Neisse, le village est intégré à la République populaire de Pologne. La population d'origine allemande est expulsée et remplacée par des polonais.
De 1975 à 1998, le village appartenait administrativement à la voïvodie de Gorzów.

Depuis 1999, il appartient administrativement à la voïvodie de Lubusz